# L'Anima del mondo
(Presentazione della collana in quarta di copertina.)
L'Anima del mondo è stata una collana editoriale delle Edizioni Piemme, dal 1996 al 2002, diretta in ordine da Vito Mancuso e Bruno Nacci; Pino Occhipinti e Ambrogio M. Piazzoni; questi e Serena Tajé. Si tratta di una raccolta di testi della cristianità, come testimonianza della vita interiore di monaci, eremiti, teologi, o comunque personalità filosofiche e culturali di intensità e spessore spirituale.

## Titoli
1996
- 1. Meister Eckhart, La nobiltà dello spirito, a cura e con introduzione di Marco Vannini
- 2. Girolamo Savonarola, Compendio di rivelazioni. Trattato sul governo della città di Firenze, introduzione di Franco Buzzi
- 3. Aldous Huxley, L'uomo e Dio, a cura e con introduzione di Mirco Scaccabarozzi
- 4. Margherita Porete, Nobile amore, a cura e con introduzione di Giovanna Fozzer
- 5. Blaise Pascal, Vita di Gesù Cristo e altri scritti spirituali, a cura e con introduzione di Bruno Nacci, con Gilberte Périer, Vita di Pascal

1997
- 6. Thomas Merton, Il coraggio della verità, a cura e con introduzione di Mirco Scaccabarozzi
- 7. Teresa di Lisieux, Ultimi colloqui, a cura e con introduzione di Natale Benazzi
- 8. Johann Taulero, Il fondo dell'anima, a cura e con introduzione di Marco Vannini
- 9. Martin Lutero, Preghiere, a cura e con introduzione di Stefano Cavallotto
- 10. Jean Gerson, La via semplice all'amore di Dio, a cura e con introduzione di Beatrice Iacopini
- 11. Guglielmo di Saint-Thierry, La contemplazione di Dio. La lettera d'oro, a cura e con introduzione di Giovanni Bacchini
- 12. Detti dei Padri del deserto: serie alfabetica (Apophthegmata Patrum), a cura e con introduzione di Lucio Coco
- 13. Teresa di Lisieux, Storia di un'anima: manoscritti autobiografici, traduzione e introduzione di Giovanni Gennari, presentazione di Claudio M. Celli
- 14. I Fioretti di San Francesco, a cura di Marcello Panzanini (prima parte)
- 15. Agostino d'Ippona, Le confessioni, a cura e con introduzione di Hans Urs von Balthasar, traduzione italiana di Guido Sommavilla

1998
- 16. Nicola Cusano, La caccia della sapienza, traduzione e introduzione di Graziella Federici Vescovini
- 17. Roberto Bellarmino, L'arte di ben morire, a cura e con introduzione di Giovanni Ancona
- 18. Corrado di Sassonia, Commento all'Ave Maria, a cura e con introduzione di Felice Accrocca, traduzione di Modestino Cerra
- 19. Bonaventura di Bagnoregio, Itinerario della mente a Dio. Riconduzione delle arti alla teologia. I sette doni dello Spirito Santo (Collazione 4). Hexaemeron (Collazioni 1-3), traduzione e introduzione di Pietro Maranesi
- 20. Søren Kierkegaard, Discorsi edificanti, 1843, traduzione e cura di Dario Borso
- 21. Caterina da Siena, Lettere mistiche, a cura e con introduzione di Massimo Baldini
- 22. Alfonso Maria de' Liguori, Riflessioni devote, a cura e con introduzione di Gilberto Silvestri

1999
- 23. Pietro Abelardo, Dialettica dell'amore, traduzione, cura e introduzione di Piermarco Cereda
- 24. Miguel de Unamuno, Del sentimento tragico della vita negli uomini e nei popoli, presentazione di Fernando Savater, introduzione di Armando Savignano, traduzione di Justino Lopez y García-Plaza
- 25. Pavel Aleksandrovič Florenskij, Il cuore cherubico: scritti teologici e mistici, a cura e con introduzione di Natalino Valentini e Lubomir Zak, traduzione di Rossella Zugan
- 26. Charles de Foucauld, Scritti spirituali, giorno per giorno, scelta e presentazione dei testi di Pierre Sourisseau, traduzione a cura di Maurizio Scagliotti
- 27. Santi folli della Chiesa d'Oriente, introduzione e traduzione a cura di Francesco Màspero
- 28. Galileo Galilei, Lettere teologiche, a cura e con introduzione di Luca Orsenigo
- 29. Jacopone da Todi, Laude, a cura e con introduzione di Gianni Mussini
- 30. Bernardo di Chiaravalle, Sermoni sul Cantico dei cantici, introduzione e traduzione a cura di Giovanni Bacchini
- 31. Caterina da Genova, Dialogo spirituale tra anima e corpo. Trattato del purgatorio, a cura di Palmina Trovato
- 32. La Regola di San Benedetto, testo integrale latino-italiano, introduzione e commento di Georg Holzherr, ed. it. a cura delle monache benedettine dell'Abbazia Mater ecclesiae Isola san Giulio (Novara)

2000
- 33. Søren Kierkegaard, Esercizio di cristianesimo, traduzione di Cornelio Fabro, introduzione e cura di Salvatore Spera
- 34. Caterina da Siena, Dialogo, a cura di Gabriella Anodal
- 35. Piccola sorella Magdeleine di Gesù, Gesù per le strade. Mi ha presa per mano, ciecamente ho seguito. Lettere e scritti spirituali (1936-1949)
- 36. Piccola sorella Magdeleine di Gesù, Gesù per le strade. Fino alle estremità della terra. Lettere e scritti spirituali (1950-1989)
- 37. I Fioretti di San Francesco, a cura di Marcello Panzanini (seconda parte)
- 38.
- 39. Columba Marmion, Cristo ideale del monaco, traduzione a cura di Maria Galli, presentazione di Serena Tajé
- 40. Scuola cisterciense (Isacco della Stella, Guerrico d'Igny, Aelredo di Rievaulx), Pensieri d'amore, introduzione e traduzione a cura di Maria Antonietta Chirico

2001
- 41. Pier Damiani, Il libro chiamato Dominus vobiscum indirizzato all'eremita Leone, introduzione e note di Giorgio Maschio, traduzione di Giovanni Cenedese
- 42. Pietro di Giovanni Olivi, Commento al Cantico dei cantici, introduzione e traduzione a cura di Francesca Borzumato
- 43. Filippo Melantone, Predicazione evangelica: sermoni per le domeniche dell'anno, a cura e con introduzione di Stefano Cavallotto
- 44. Agostino d'Ippona, Commento al Padre nostro, a cura e con introduzione di Vittorino Grossi

2002
- 45. Teresa d'Avila, Il castello interiore, a cura di Massimo Bettetini